# Slieve Rushen
Slieve Rushen är ett berg i republiken Irland.   Det ligger i grevskapet An Cabhán och provinsen Ulster, i den norra delen av landet, 130 km nordväst om huvudstaden Dublin. Toppen på Slieve Rushen är 404 meter över havet, eller 337 meter över den omgivande terrängen. Bredden vid basen är 9,9 km.
Terrängen runt Slieve Rushen är platt åt sydost, men åt nordväst är den kuperad.Runt Slieve Rushen är det ganska glesbefolkat, med 25 invånare per kvadratkilometer. Närmaste större samhälle är Belturbet, 13,1 km öster om Slieve Rushen. Trakten runt Slieve Rushen består i huvudsak av gräsmarker.